# Phylloxerina salicis.
Phylloxerina salicis. är en insektsart. Phylloxerina salicis. ingår i släktet Phylloxerina och familjen dvärgbladlöss. Inga underarter finns listade i Catalogue of Life.